# Nachtmystium
Nachtmystium est un groupe de black metal psychédélique américain, originaire de Wheaton, dans l'Illinois. Il est créé par Blake Judd et Pat McCormick et s'inspire d'un mot-valise dérivant de l'allemand Nacht (nuit) et de mystium, ressemblant à l'adjectif latin mysticum. Selon les membres fondateurs du groupe, le terme signifie « obscurité environnante ».
Si le groupe évolue à ses débuts dans un black metal plutôt classique, leur son a beaucoup évolué pour s'imprégner de sonorités psychédéliques, l'éloignant peu à peu de la scène black metal. Le groupe est également connu pour sa présupposée appartenance à la mouvance NSBM, que les membres ont toujours contesté.

## Biographie
Nachtmystium est originellement fondé par Blake Judd et Pat McCormick comme projet parallèle,. Le groupe est très grandement influencé par les groupes de la seconde vague du black metal comme Darkthrone et Burzum, comme en témoigne leur premier album low-fi Reign of the Malicious sorti en 2002. L'album suivant du groupe, Demise (2004), est décrit par Judd comme « le dernier album 'raw black metal' » de Nachtmystium. Les deux albums suivants du groupe, Eulogy IV (2004) et Instinct: Decay (2006), incorporent des éléments musicaux psychédéliques et expérimentaux d'usage chez d'anciens groupes comme Black Sabbath, The Doors et Pink Floyd,,. Instinct: Decay est généralement bien accueilli par la presse spécialisée. DEAF SPARROW Zine, félicite l'album pour son innovation, tandis que Decibel Magazine va beaucoup plus loin en citant Instinct: Decay comme le quatrième meilleur album de l'année 2006. Le groupe fait paraître Assassins: Black Meddle, Part I le 10 juin 2008 en Amérique. L'album est généralement bien accueilli, en particulier par Pitchfork et le Headbangers Ball de MTV, qui le qualifient d'album de l'année,.

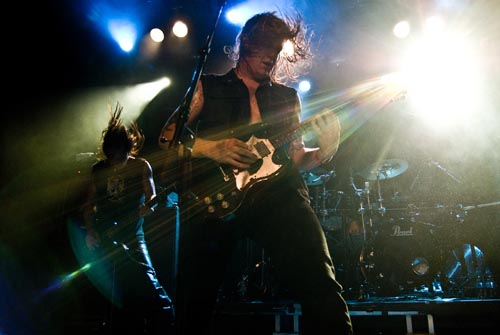
Live at Hole In The Sky, 2008.

Le succès d'Assassins permet au groupe de se populariser. Nachtmystium joue son premier concert scandinavien à Bergen, en Norvège, au festival Hole in the Sky en 2008 avec At the Gates, Municipal Waste, et Meshuggah. Nachtmystium part en tournée avec Opeth, Baroness, et High on Firedurant la première moitié de leur tournée américaine. En 2009, le groupe fait paraître une version améliorée de Demise, avec deux chansons bonus, ainsi qu'un nouvel EP, intitulé Doomsday Derelicts. Le groupe participe à deux setbacks importants entre février et mars 2009. Nachtmystium est forcé d'annuler son apparition au Scion Rock Fest d'Atlanta car ils sont accusés d'être en lien avec le National socialist black metal. Plus tard le même mois, Judd se blesse à la jambe, et le groupe doit donc annuler leur tournée avec le groupe The Haunted. En septembre 2009, Nachtmystium annonce une suite de l'album Assassins: Black Meddle, Part I avec un album intitulé Addicts: Black Meddle, Part II. Judd commente que l'album devrait se présenter « plus rock and roll », et refléter l'intérêt du groupe envers le post-rock et la musique industrielle. L'album sort le 8 juin 2010,. Le groupe joue au festival Inferno d'Oslo, en Norvège, le 3 avril 2010 durant lequel ils partagent la scène avec Mayhem, Finntroll, et Taake.
Nachtmystium se lance dans l'enregistrement d'un nouvel album en 2011. La progression de l'album est bouleversée par le départ de l'ami de longue date de Judd, Jeff Wilson, qui quitte Nachtmystium pour des raisons personnelles. Finalement, en 2012, Nachtmystium fait paraître son sixième album, Silencing Machine. L'album marque la séparation des deux précédents albums Black Meddle. Judd décrit l'album comme « une suite de Instinct: Decay ». Il explique que l'album est « toujours autant psychédélique par-ci par-là. » L'album est positivement accueilli par la presse spécialisée comme Sputnikmusic, AllMusic, Popmatters, et Pitchfork.
Après une brève pause, le groupe démarre l'enregistrement d'un nouvel album en 2013. Judd est arrêté le 5 octobre 2013 et accusé de vol,,. Nachtmystium est forcé d'annuler leurs concerts jusqu'au 1er novembre 2013. Après sa libération le 1er novembre, Judd donne de plus amples détails sur son inculpation, et révèle sa lutte contre son addiction aux drogues. Judd explique que Nachtmystium est sur le point de terminer son dernier album, The World We Left Behind, qui est programmé pour une sortie en 2014. Judd explique également son départ du groupe et la vente de sa maison à Chicago pour mieux se concentrer sur sa cure de désintoxication à durée indéterminée,. Le 13 novembre, il annonce la séparation officielle de Nachtmystium, et remercie tous les fans pour leur soutien,,.
Neuf mois après la séparation de Nachtmystium, Judd souhaiterait regrouper les membres pour de futurs projets musicaux. Sa cure et le soutien des fans le motivent à continuer avec Nachtmystium. Il explique : « J'ai décidé de ne pas mettre un terme au groupe. Quand j'ai annoncé la séparation de Nachtmystium, c'était juste après avoir vécu des situations très difficiles, et j'ai décidé qu'il était temps de changer radicalement de vie,. » The World We Left Behind est commercialisé le 5 août 2014. L'album est accueilli d'une manière mitigée. Line of Best Fit félicite The World We Left Behind, expliquant que « [Nachtmystium] est revenu au style qui leur convient le mieux. » Pitchfork cite « l'absence de transition et de séquence, le manque de concentration et de cohérence, la présence de paroles horribles et de riffs pas terribles. » The Quietus explique que l'« album est terne et sans inspiration. »
Fin août, de nombreux fans se plaignent de ne pas avoir reçu leur exemplaire de The World We Left Behind qu'ils avaient directement commandé à Judd,. Avant son arrestation en 2013, les fans accusaient Judd d'escroquerie. Judd explique avoir vendu tous les exemplaires et attendre après Century Media pour la livraison d'autres exemplaires. Tandis que de plus en plus de fans s'interrogent sur la réception de leurs commandes, la boutique sur Facebook de Judd et Nachtmystium ferme immédiatement sans explication. Le 5 septembre, Century Media explique les détails de la situation et demande aux fans de les contacter directement concernant leurs commandes. Le label annonce également leur rupture avec Nachtmystium. Deadlight Entertainment, un label français, annonce également sa rupture quant à la distribution des albums et produits dérivés de Nachtmystium.

## Style musical
Le line-up de Nachtmystium change fréquemment depuis sa formation. Tandis que le groupe débute originellement dans le genre black metal, et participe à des tournées aux côtés de groupe du genre comme Angelcorpse, Goatwhore et Watain, Judd explique souvent ne pas avoir adopté le black metal. Dans une entrevue avec DEAF SPARROW Zine, Judd explique « ce qui nous différencie du black metal, c'est le fait que nous ne soyons PAS un groupe de black metal, nous sommes un groupe de metal 'on-fait-ce-qu'on-veut'. » J. Bennet de Decibel Magazine décrit le son du groupe comme du « blackadelia » (une contraction de black métal et psychédélique). Jason Bracelin, du Las Vegas Review-Journal, compare les récents albums du groupe à ceux de Pink Floyd, expliquant qu'« [Assassins] est comme lorsque Pink s'oriente black. » Depuis la sortie d'Assassins, des médias comme Metal Maniacs, Terrorizer, CMJ New Music Monthly et Metalkult.com, s'intéressent beaucoup plus au groupe. Bien qu'ils disent ne pas appartenir au genre black metal, Carlos Ramirez du site IGN liste Assassins comme l'un des dix meilleurs albums de black metal. Tear Me Down de l'album The World We Left Behind se compose de thèmes musicaux et lyriques inspirés des problèmes de Judd avec l'héroïne.

## Liens avec le NSBM
La seconde démo de Nachtmystium, Unholy Terrorist Cult, est non-officiellement réédité par Vinland Winds, un label de National socialist black metal (NSBM), en 2001. Vinland Winds grave des CD-Rs à l'insu du groupe. En 2002, leur premier album studio, Reign of the Malicious, est distribué par le label Regimental Records, puis par Unholy Records, qui était une empreinte du label prônant le suprémacisme blanc Resistance Records collaborant avec des groupes de black metal National Socialist. Judd clame ne pas associer Nachtmystium au label NSBM, et exige de Resistance Records l'arrêt de la distribution de leurs albums.

## Membres

### Derniers membres
- Blake Judd - chant, guitare (depuis 2000)
- Chris Black - basse, claviers
- Jean Graffio - batterie
- Mike Legros - guitare

### Anciens membres
- Zion Meagher - guitare basse (2000-2001)
- Pat « Noctis » McCormick - batterie (2000-2002)
- Peter « Zmij » Kenar - chant (2000-2001)
- Marcus Matthew Kolar - guitare basse (2001-2002)
- Kriglord - guitare, claviers, chant (2001-2002)
- Matt « Xaphar » Block - batterie (2002-2003)
- David « Grave » Swanson - batterie (2002)
- Andrew Markuszewski - guitare (2002-2003, 2011-2013)
- Wargoat Obscurum - batterie (2003-2006)
- Neill « N. Imperial » Jameson - guitare basse (2005)
- Sinic - guitare (2006)
- Jeff Wilson - guitare (2006-2010)
- Sanford Parker - claviers (2008-2013)
- Pat Clancy - guitare basse, guitare (2010)
- Reid Raley - guitare basse (2011-2012)
- Will Lindsay - guitare basse (2012)
- John Porada - guitare basse (2012–2013)
- Sam Shroyer - batterie (2013)

### Membres de tournée
- Timothy « Scarecrow » Preciado - guitare (2013)
- Pat Clancy - guitare
- Markus Launsburry - guitare basse (2006), batterie (2009)
- Jon Woodring - guitare basse, chant (2008-2009)
- Zack Simmons - batterie (2008-2009)
- Sanford Parker - claviers (2008-2011)
- Andrew Markuszewski - guitare basse (2009-2011)
- Charlie Fell - batterie (2009-2011)
- Bob Fouts - batterie (2009)

### Membres de session
- Charlie Fell - batterie (2011-2012)
- Jef Stuart « Wrest » Whitehead - batterie (2010)
- Tony Laureano - batterie (2008)
- Scare Crow - guitare (2013)
- Dustin Drenk - claviers (2013)

## Discographie

### Albums studio
- 2002 : Reign of the Malicious
- 2004 : Demise
- 2006 : Instinct: Decay
- 2008 : Assassins: Black Meddle, Part I
- 2010 : Addicts: Black Meddle, Part II
- 2012 : Silencing Machine

### EP
- 2003 : Nachtmystium (réédité avec Reign of the Malicious en 2004)
- 2004 : Eulogy IV
- 2008 : Worldfall
- 2009 : Doomsday Derelicts
- 2018 : Resilient

### Démos
- 2000 : Holocaust of Eternity
- 2001 : Unholy Terrorist Cult